# Lymantria apicebrunnea
Lymantria apicebrunnea este o specie de molii din genul Lymantria, familia Lymantriidae, descrisă de M.Gaede 1932 Conform Catalogue of Life specia Lymantria apicebrunnea nu are subspecii cunoscute.